# Ормурі
Ормурі — іранська мова, поширена в деяких районах Пакистану й Афганістану.
Загальна чисельність мовців — близько 1 050 осіб. На ормурі розмовляють представники племені бурки в місті Канігурам у Південному Вазірістані (Пакистан), а також деяке число жителів Бараки-Бараку в провінції Логар (Афганістан).
Розрізняють логарський та канігурамський діалекти.
На думку В. А. Єфімова, ормурі та споріднена їй парачі належать до північно-західної групи іранських мов (північно-західна група), хоча деякі дослідники вважають ормурі східноіранською.